# Laur olimpijski
Laur olimpijski – zbiór wierszy Kazimierza Wierzyńskiego o tematyce sportowo-olimpijskiej z 1927.
Cykl składa się z 14 wierszy w poetyce charakterystycznej dla skamandrytów. Utwory cyklu stanowią apologię tężyzny fizycznej, piękna sportu, idei olimpijskich. Niektóre z wierszy nawiązują tematyką i wersyfikacją do poezji antycznej (np. Oda do Pindara). Inne poświęcone są ówczesnym sportowcom jak Paavo Nurmi i Ricardo Zamora. Cykl został nagrodzony złotym medalem w olimpijskim konkursie sztuki i literatury w czasie IX Letnich Igrzysk Olimpijskich w Amsterdamie w 1928.